# 卡波塞莱
卡波塞莱（義大利語：Caposele），是意大利阿韦利诺省的一个市镇。总面积41.5平方公里，人口3622人，人口密度87.3人/平方公里（2009年）。ISTAT代码为064017。